# Mesosemia titea
Mesosemia titea är en fjärilsart som beskrevs av Stoll 1791. Mesosemia titea ingår i släktet Mesosemia och familjen Riodinidae. Inga underarter finns listade i Catalogue of Life.